# Préfecture de Coyah

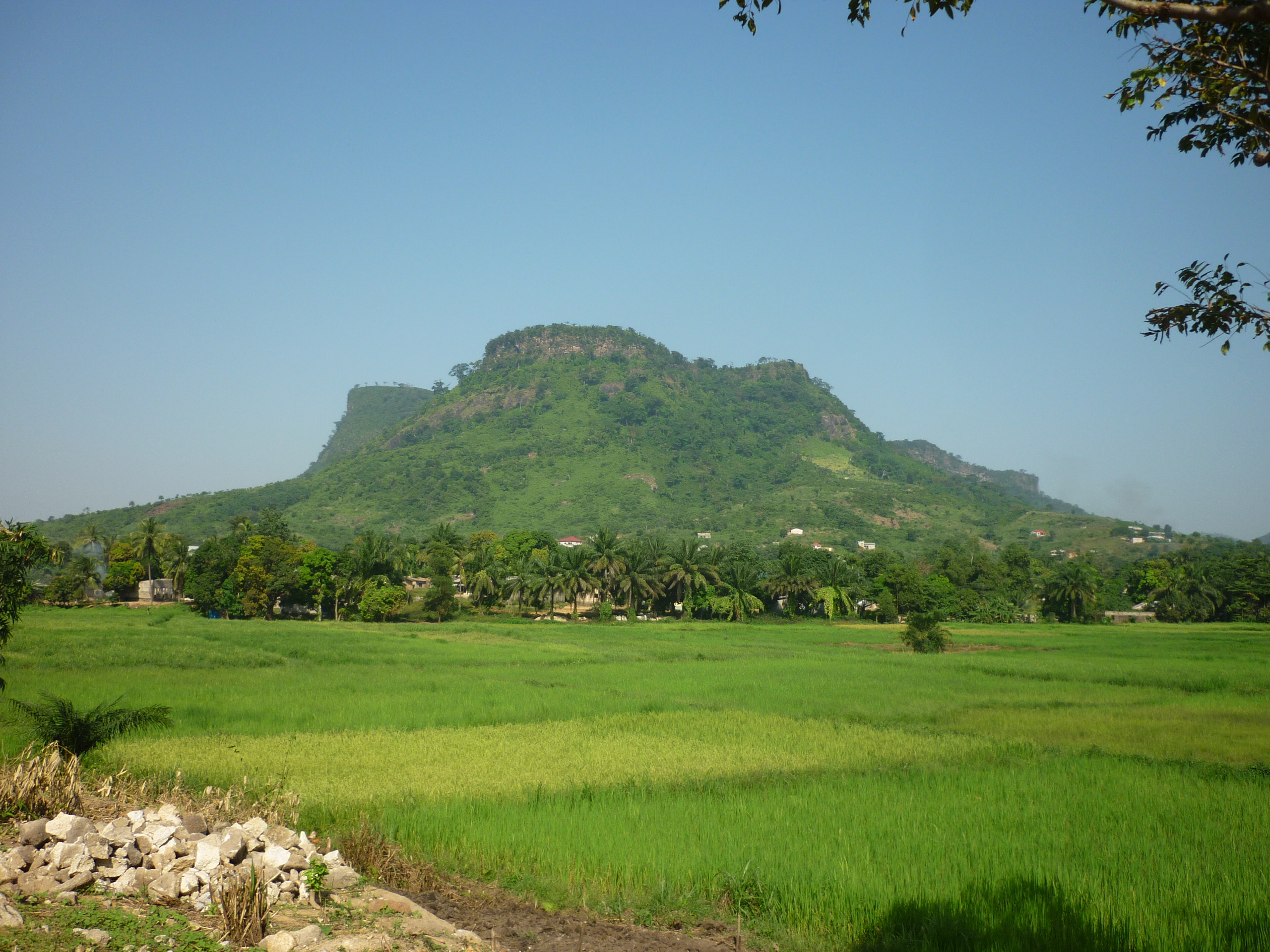
Montagne de Coyah

Embouteillage à Kaka.

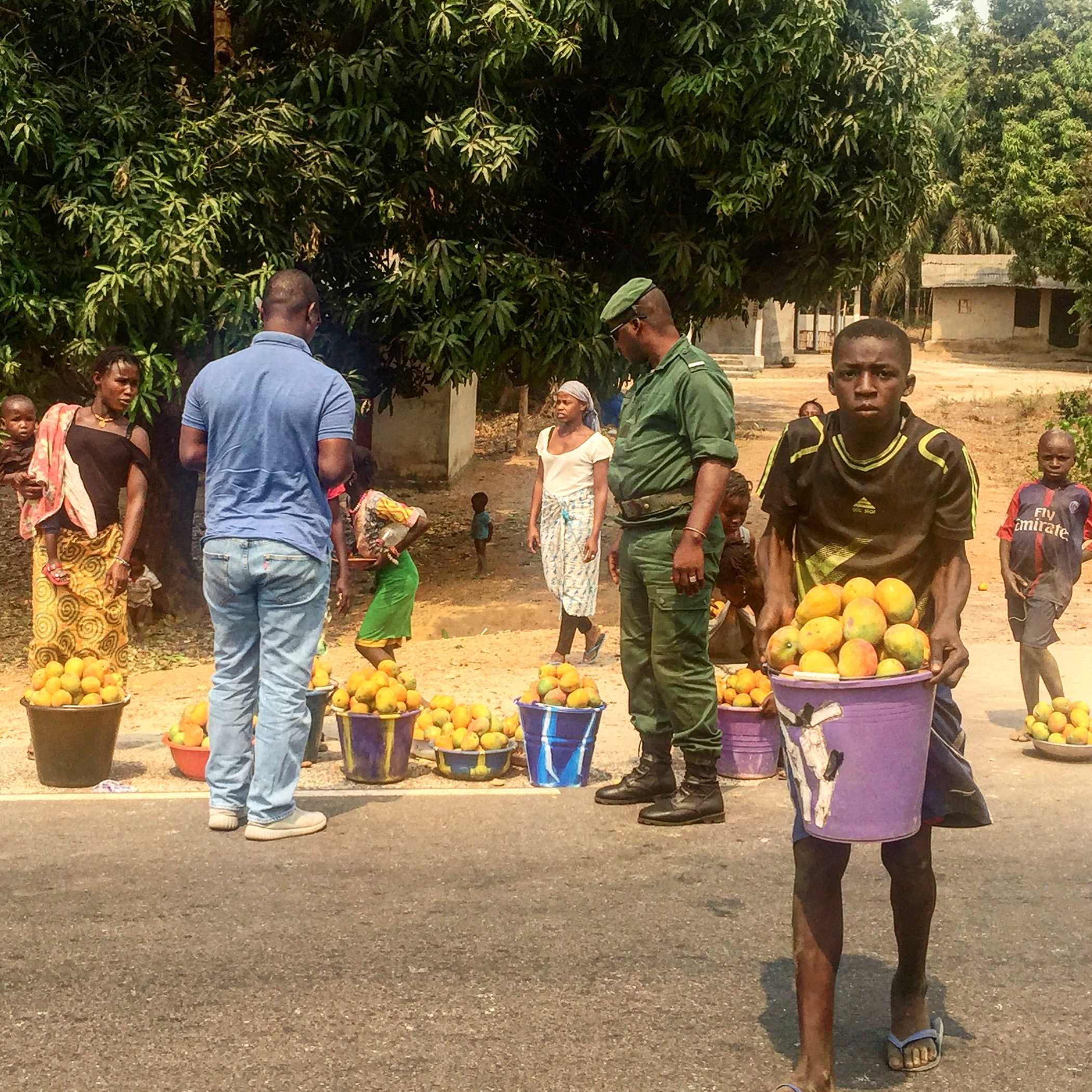
Vendeurs de mangues au bord de la route.

La préfecture de Coyah est une subdivision administrative de la république de Guinée. Située à l'ouest du pays, dans la région naturelle de Guinée maritime, cette préfecture fait partie de la région administrative de Kindia. Son chef-lieu est la ville de Coyah.
Le territoire de cette préfecture est traversé par les axes routiers reliant la capitale Conakry aux principales villes du pays. Elle est l'une des plus grandes agglomérations du pays.
En 2019, le préfet est Ibrahima Barboza Souma.

## Subdivision administrative
La préfecture de Coyah est subdivisée en quatre (4) sous-préfectures: Coyah-Centre, Kouriah, Manéah et Wonkifong.

## Population
En 2016, la préfecture comptait 281 757 habitants.

### Historique des préfet
| Nom et prénoms    | Début          | fin          |
| ----------------- | -------------- | ------------ |
| Alpha Oumar Cissé | septembre 2021 | 11 mars 2022 |
| Yaya Kalissa      | 11 mars 2022   | en poste     |